# Álvaro de Saavedra
Álvaro de Saavedra Cerón († 1529 nördlich von Neuguinea) war ein spanischer Seefahrer und Entdecker.
Saavedra war ein Verwandter von Hernán Cortés, dem Eroberer Mexikos. Diesem folgte er 1526 nach Neuspanien.
Saavedra wurde 1527 von Cortés mit drei Schiffen und 110 Seeleuten von der mexikanischen Westküste aus zu den Gewürzinseln (den heutigen Molukken) gesandt, um der Expedition des García Jofre de Loaísa zu Hilfe zu kommen. Dessen glücklose Expedition hatte 1528 die Molukken erreicht und war dort in Kämpfe mit Portugiesen verwickelt worden.
Saavedra erreichte im Februar 1528 den Bereich der östlichen Molukken und im März schließlich Tidore, wo sich die Überlebenden der Loaisa-Expedition zurückgezogen hatten. Er hatte jedoch unterwegs zwei seiner Schiffe und viele Besatzungsmitglieder verloren, so dass er bei seiner Ankunft auf Tidore seinen Landsleuten militärisch nicht helfen konnte. Deshalb setzte Saavedra am 3. Juni wieder Segel. Er wählte eine direkte Ostroute durch unerforschte Gewässer, um so schnell wie möglich Mexiko zu erreichen und von Cortés Hilfe zu erhalten.
Auf dieser Fahrt berührte Saavedra etliche Inseln im Norden von Neuguinea (dabei wahrscheinlich auch die Schouten-Inseln in der Cenderawasih-Bucht und die Admiralitäts-Inseln) und durchfuhr die Karolinen. Aufgrund von starken Gegenwinden musste er jedoch diese Route abbrechen. Im Mai 1529 fuhr er abermals an der Nordküste Neuguineas entlang und gelangte bis zu den Marshallinseln, in deren Nähe er verstarb. Sein Schiff kehrte zu den Molukken zurück.